# Памятник Николаю Некрасову (Москва)
Па́мятник Никола́ю Некра́сову — памятник русскому поэту, писателю и публицисту Николаю Некрасову. Установлен в 1960 году во дворе дома № 13/9 в Большом Харитоньевском переулке у школы № 613, носящей имя писателя. Авторами проекта являлись скульптор Иосиф Моисеевич Чайков и архитектор Анатолий Андреевич Усачёв. В 1997 году признан объектом культурного наследия регионального значения.
В 2009 году территорию школы передали под строительство нового здания Высшего арбитражного суда. ВАС подал прошение о переносе памятника, которое одобрила комиссия Московской думы по монументальному искусству во время заседания и решила перенести скульптуру на Яузский бульвар. Но позже, в 2010 году, место установки изменили и установили монумент у филиала Центральной городской публичной библиотеки имени Николая Некрасова. Все работы по демонтажу и перемещению скульптуры осуществлялись за счёт федерального бюджета и самого суда.
Бронзовый поясной бюст установлен на гранитный постамент. Поэт изображён со скрещёнными на груди руками. Его голова повёрнута влево, а взгляд устремлён вдаль.